# Busaiteen Club
Der Busaiteen Club (arabisch البسيتين) ist ein Fußballverein aus Busaiteen im Bahrain. Der Verein ist auch unter dem Namen The Blue Waves bekannt. Aktuell spielt der Verein in der zweithöchsten Liga des Landes, der Bahraini Second Division.

## Geschichte
Der Verein wurde 1945 gegründet. Der größte Erfolg des Vereins war der Gewinn des Bahraini FA Pokals 2003. 2009 nimmt der Verein, nach Erreichen der Vizemeisterschaft in der Saison 2008, am AFC Cup teil. In der Saison 2012/13 konnte zum ersten Mal in der Vereinsgeschichte die Meisterschaft gewonnen werden. Neben der Fußballabteilung hat der Verein auch noch eine bekannte und große Volleyballabteilung. Zu den weiteren Sportarten zählen Tischtennis und Leichtathletik.

## Stadion
Der Verein trägt seine Heimspiele im Nationalstadion Bahrain in Riffa aus. Das Station hat ein Fassungsvermögen von 35.000 Personen.

## Erfolge
- Bahrainischer Meister: 2012/13
- Bahrainischer FA-Cup-Sieger: 2003
- Bahrainischer FA-Cup-Finalist: 2004, 2005, 2020
- Bahraini King’s-Cup-Finalist: 2004

## Trainer
| Trainer      | Nation                  | von          | bis                |
| ------------ | ----------------------- | ------------ | ------------------ |
| Khalid Ta    | Bahrain                 | ?            | 31. Dezember 20202 |
| Miloš Hrstić | Kroatien                | 1. Juli 2006 | 30. Juni 2008      |
| Senad Kreso  | Bosnien und Herzegowina | 1. Juli 2013 | 30. Juni 2014      |